# Worobjowy Gory (budynki)
Worobjowy Gory (ros. Воробьёвы Го́ры (жилой комплекс), ang. Sparrow Hills ) – kompleks składający się z siedmiu wysokich apartamentowców znajdujący się w Moskwie. Najwyższy z budynków to Worobjowy Gory II (Sparrow Hills II) jego wysokość wynosi 188,2 metry, liczy 49 kondygnacji. Budynki otwarto w 2005 roku. Został zrealizowany przez firmę Donstroy. W 2007 roku Donstroy otrzymał nagrodę dla "Najlepszego projektu zrealizowanego spośród inwestycji i budów" za kompleks Worobjowy Gory w kategorii "Budynki mieszkalne i kompleksy o podwyższonym standardzie".
| Nazwa              | Wysokość strukturalna | Liczba kondygnacji | Rok ukończenia budowy |
| ------------------ | --------------------- | ------------------ | --------------------- |
| Worobjowy Gory II  | 188,2 m               | 49                 | 2005                  |
| Worobjowy Gory I   | 155 m                 | 44                 | 2005                  |
| Worobjowy Gory III | 155 m                 | 44                 | 2005                  |
| Worobjowy Gory IV  | ?                     | 28                 | 2005                  |
| Worobjowy Gory V   | ?                     | 25                 | 2005                  |
| Worobjowy Gory VI  | ?                     | 23                 | 2005                  |
| Worobjowy Gory VII | ?                     | 20                 | 2005                  |